# Ovostar Union
Ovostar Union (WSE: OVO) ist eine ukrainische Unternehmensgruppe im Agrar- und Lebensmittelsektor, ein führender Erzeuger von Eiern und Eiprodukten in der Ukraine. Geschäftsfelder sind Erzeugung und Produktion, Vertrieb, Verarbeitung und  Verkauf von Eiern, Eiprodukten und Ölsaaten. Die Gruppe gehört zu den größten Anbietern von Eiern und Eiprodukten in Europa.
Die vertikal integrierte Produktionskette umfasst unter anderem eine Brüterei, Aufzucht- und Legebetriebe, Flüssigei-Produktion sowie Futtermühlen. Die Betriebsstätten sind im Raum Kiew und Tscherkassy konzentriert.
Zu den Abnehmern gehören Nestlé, McDonald’s und internationale Lebensmittel-Handelsketten wie die Metro Group, Auchan und Billa (Rewe Group).
Die börsennotierte Holdinggesellschaft der Unternehmensgruppe ist aus steuerlichen Gründen in den Niederlanden angesiedelt. Deren Mehrheitsaktionärin, Prime One Capital Limited, hat ihren Sitz in Zypern.
Ovostar Union exportiert Produkte in mehr als 55 Länder Europas, des Nahen Ostens, Asiens und Afrikas. Die Produkte des Unternehmens sind unter den Marken Jasenswit und Ovostar bekannt. Im Jahr 2017 hat ein ukrainisches Unternehmen Jasenswit zum ersten Mal die Genehmigung erhalten, Eier in die EU auszuführen.

## Kritik
Im März 2020 berichtete das ZDF, dass die Firma Ovostar Union „zigtausende Hennen in Legebatterien unter tierquälerischen Bedingungen hält“. Das gesendete und vom ZDF geprüfte Bildmaterial stammte aus einer Geflügelfabrik im Dorf Boryssiw (Борисів) bei Wassylkiw. Es entstand Ende 2019 und stammte von der ukrainischen Tierschutzorganisation Open Cages Ukraine.

## Belege
1. ↑  Ukraine-Wirtschaftsnachrichten, Dienstag, 7. Mai 2019 | HWC - Ukraine Business Service. Abgerufen am 21. August 2019.
2. ↑  Christine Khariv: Vier ukrainische Lebensmittelhersteller berechtigt zur Ausfuhr in die EU. In: Handelsrecht und Zoll Ukraine. 23. September 2017, abgerufen am 21. August 2019 (amerikanisches Englisch).
3. ↑  Eier aus ukrainischen Legebatterien in Frontal21 vom 10. März 2020; abgerufen am 12. März 2019
4. ↑  Importierte Tierquälerei: Warum die Deutschen immer noch Eier aus Legebatterien essen auf rnd.de; abgerufen am 12. März 2019